# Salix qamdoensis
Salix qamdoensis är en videväxtart som beskrevs av N.Chao och J.Liu. Salix qamdoensis ingår i släktet viden, och familjen videväxter. Inga underarter finns listade i Catalogue of Life.